# 锦江水库 (恩平)
锦江水库位于中国广东省恩平市，是一座以防洪、灌溉为主，兼顾发电、养殖、改善航运及调节潭江水质综合利用的大（二）型水库。

## 概述
锦江水库位于恩平市西北部大田镇境内，潭江干流锦江河上游，是一座以防洪、灌溉为主；兼发电、养殖、开发下游、改善航运、调节。1958年动工兴建。1960年起，停建，后再续建数次。1973年，竣工投入使用。1976年，加建第二溢洪道。原名佛山地区锦江水电站，由佛山地区水利局主管。1983年7月20日，佛山、江门两市分辖，锦江水电站划归江门市水利局主管，更名为江门市锦江水电站。1999年11月16日，江门市锦江水电站改称为江门市锦江水库工程管理处，属副处级编制的事业单位，内设工程管理科、电力生产科、行政财务科、人事保卫科、党委办公室等。